# Chambœuf (Côte-d’Or)
Chambœuf település Franciaországban, Côte-d’Or megyében. Lakosainak száma 384 fő (2022. január 1.). Chambœuf Gevrey-Chambertin, Curley, Reulle-Vergy, Semezanges, Ternant, Brochon és Valforêt községekkel határos.

## Népesség
A település népességének változása:
| Lakosok száma | 119  | 201  | 268  | 317  | 349  | 366  | 382  | 392  | 393  | 384  |
|               | 1968 | 1982 | 1990 | 2006 | 2013 | 2015 | 2017 | 2019 | 2020 | 2022 |